# 格但斯克火車總站
格但斯克火車總站（波蘭語：Gdańsk Główny）是位於波蘭城市格但斯克的一座火車站，靠近格但斯克市中心，共有五個月台。

## 历史
格但斯克火車總站修建於1894年至1900年，在二戰中完全被毀，戰後重建。車站建築和法國阿爾薩斯地區的科爾馬車站幾乎完全相同。2019年每日平均有22,900名旅客利用該站。